# Marcello Caetano
Marcello José das Neves Alves Caetano GCC • GCIP • GCI • GCSE • GCTE (Santo André e Santa Marinha, Lisboa, 17 de agosto de 1906 – Rio de Janeiro, 26 de outubro de 1980) foi um jurisconsulto, professor catedrático de direito e político português. Proeminente figura durante o regime salazarista, foi o último Presidente do Conselho do Estado Novo, tendo sido deposto pela Revolução dos Cravos.

## Família
Nasceu a 17 de agosto de 1906, no n.º 45, 3.º andar, da Travessa das Mónicas, na freguesia de Santo André e Santa Marinha, em Lisboa (posteriormente, freguesia da Graça), onde foi batizado.
Era o mais novo de seis filhos e filhas de José Maria de Almeida Alves Caetano (Pessegueiro, Pampilhosa da Serra, bap. 1 de Outubro de 1863 – Lisboa, 27 de Janeiro de 1946) e de sua primeira mulher (Santo Antão, Évora, 26 de Julho de 1890) Josefa Maria das Neves (Colmeal, Góis, 25 de Julho de 1859 – Lisboa, 1 de Março de 1917). O seu pai era sargento do Corpo de Cavalaria da Guarda Fiscal, subinspetor da Alfândega de Lisboa, fundador e tesoureiro da Conferência de São Vicente de Paulo, dos Anjos, e presidente honorário da Liga de Melhoramentos da Freguesia do Pessegueiro.
O seu irmão Manoel Caetano (1926–2018) foi apresentador do Telejornal da RTP.

## Infância e juventude
Nascido em Lisboa, no bairro da Graça, a sua infância foi marcada pela morte da mãe aos dez anos e, depois, pelos anos conturbados da Primeira República. Influenciado pelo pai, desejou tornar-se padre e, mais tarde, médico, acabando por cursar Letras no Liceu Camões e seguir para a Faculdade de Direito da Universidade de Lisboa.
Licenciou-se em Direito em 1927, e doutorou-se em Ciências Político-Económicas em 1931, foi de resto, o primeiro doutorado desse grupo na Faculdade de Direito de Lisboa. Neste período (1922–1929) foi um jovem intelectual ligado a movimentos políticos conservadores radicais, com destaque para o Integralismo Lusitano.
Casou a 25 de outubro de 1930, na 3.ª Conservatória do Registo Civil de Lisboa, com Teresa Elisa Teixeira de Queirós de Barros (Lisboa, São Jorge de Arroios, 23 de Julho de 1906 – 14 de Janeiro de 1971), filha do pedagogo republicano João de Barros e de sua mulher Raquel Teixeira de Queirós e neta paterna do 1.º Visconde da Marinha Grande. Teresa de Barros era ainda irmã de Henrique de Barros, que foi sempre oposicionista ao Estado Novo e, aliás, Presidente da Assembleia Constituinte, em que se aprovou a Constituição Portuguesa de 1976.

## Percurso académico e profissional
Depois de exercer a função de conservador do Registo Civil, concorreu a professor extraordinário da Faculdade de Direito de Lisboa em 1933, e atingiu a cátedra em Ciências Jurídico-Políticas, em 1939.
Paralelamente, foi chefe de contencioso da Companhia de Seguros Fidelidade e auditor jurídico no Ministério das Finanças, sendo ministro António de Oliveira Salazar.
Como académico, Caetano foi o fundador do moderno Direito Administrativo português, cuja disciplina sistematizou e ordenou, influenciando sucessivas gerações de juristas, no modo de pensar uma Administração Pública limitada pelos direitos dos particulares e sujeita a controlo jurisdicional, embora limitado por considerações políticas. Da sua escola sairiam professores como Armando de Almeida Marques Guedes, André Gonçalves Pereira, Jorge Miranda, Diogo Freitas do Amaral, Fausto de Quadros, José Manuel Sérvulo Correia ou Marcelo Rebelo de Sousa
Em 1937 publica a primeira edição do seu Manual de Direito Administrativo que, em sua vida, veio a conhecer dez edições (a última é de 1973), todas melhoradas; este manual é ainda hoje considerado uma obra de referência no estudo do Direito Administrativo, tendo aliás influenciado outros manuais, como o Curso de Direito Administrativo de Freitas do Amaral.
Foi também professor de Ciência Política e Direito Constitucional e também aqui deixou a mesma influência nos vindouros — estudaram-se, pela primeira vez de um ponto de vista jurídico e sistemático, os problemas dos fins e funções do Estado, da legitimidade dos governantes e dos sistemas de governo. Finalmente foi ainda um notável historiador do Direito português, designadamente, no período da Idade Média portuguesa.
Exerceu o cargo de administrador do Banco Nacional Ultramarino, após sair do governo, em 1948.
Como académico publicou inúmeros trabalhos, sobretudo no âmbito do Direito, da História e da Ciência Política. Para além da sua obra académica, publicou vários outros trabalhos mais pedagógicos, e ou, de análise e doutrinação política sobre o Estado Novo.
Foi ainda jornalista e comentador (político e cultural) sobre variados assuntos em jornais diversos; também se encontra colaboração da sua autoria na Revista Municipal (1939–1973) publicada pela Câmara Municipal de Lisboa.

## Carreira política
Inicialmente ligado aos círculos políticos monárquicos católicos do Integralismo Lusitano, ainda jovem participou na fundação da Ordem Nova (1926–1927), um movimento que se auto-classificava de antimoderno, antiliberal e antidemocrático, cuja revista Marcello Caetano dirigiu. Em seguida é chamado para secretariar a revista Nação Portuguesa e durante essa altura apoiou a Ditadura Militar de 1926 a 1928, rompendo definitivamente com a defesa do Integralismo Lusitano e da sua via monárquica em 1929.
Apoiante do regime autoritário de Salazar, participaria na redacção do Estatuto do Trabalho Nacional e da Constituição de 1933. Na qualidade de Presidente da Direcção do Grémio dos Seguradores, integra ainda em 1933, pela primeira vez a Câmara Corporativa, na I Legislatura, tendo sido nomeado pelo Conselho Corporativo nas restante 3 legislaturas (III, V, VI) em que pertenceu a este órgão. Em 1934 apresentou o projecto de Código Administrativo e, em 1939, presidiu à revisão do mesmo.
Em 28 de Maio de 1937 (11.º aniversário da Revolução de 28 de Maio de 1926) o presidente da república Óscar Carmona atribui-lhe a Grã-Cruz da Ordem Militar de Nosso Senhor Jesus Cristo.
Marcello Caetano tornar-se-ia assim um dos mais prestigiados dirigentes do Estado Novo e das suas instituições. Foi comissário nacional da Mocidade Portuguesa (1940–1944), ano em que a 31 de Outubro recebeu a Grã-Cruz da Ordem da Instrução Pública, ministro das Colónias (1944–1947), tendo recebido a 16 de Dezembro de 1953 a Grã-Cruz da Ordem do Império, presidente da Câmara Corporativa e ministro da Presidência do Conselho de Ministros (1955–1958). Nesta última data, porém, na sequência de uma crise política interna do regime, viu-se afastado por Salazar da posição de número dois do regime, interrompendo o seu percurso político, mas aceitando porém assumir funções no partido único União Nacional, como presidente da Comissão Executiva.
Momentaneamente frustrado com a vida política, sai do governo e faz um regresso à vida académica. É nomeado reitor da Universidade de Lisboa em 1959, demitindo-se em 1962, no seguimento da Crise Académica desse ano e em protesto contra a acção repressiva da polícia de choque, contra os estudantes.
A 1 de Julho de 1966 Américo Thomaz agraciou-o com a Grã-Cruz da Antiga, Nobilíssima e Esclarecida Ordem Militar de Sant'Iago da Espada, do Mérito Científico, Literário e Artístico.
Último Presidente do Conselho do Estado Novo, foi deposto pela movimento de libertação militar de 25 de Abril de 1974. Ficou conhecido por ser dos raros membros do Governo de Salazar a favor de uma maior liberdade de expressão e pela introdução de ligeiras mudanças no regime, sendo a ala marcelista conotada com o grupo menos conservador do regime, sobretudo ao nível económico. De resto, especulam alguns historiadores, que seria intenção do Presidente da República Francisco Craveiro Lopes, afastado por Salazar, dar o cargo de Presidente do Conselho a Marcello se se concretizasse a sua reeleição, em 1958. Contudo, quando assumiu o poder, em 1968, Marcello Caetano, apesar de promover alguma liberalização e novas políticas sociais, o que passaria à história como a Primavera Marcelista — e até das sucessivas propostas de democratização da Ala Liberal — não implementou a democracia nem logrou uma solução para o grave problema colonial.
Tendo pedido a sua exclusão do Conselho de Estado, de que era membro vitalício, não explicou nas suas memórias por que razão, em 1968, na altura do afastamento de Salazar, voltou a esse mesmo Conselho e acabou por ser nomeado presidente do Conselho de Ministros. Embora, trabalhos académicos recentes argumentem que este seu retorno para a liderança do Estado Novo estava inscrito na sua ambição política estratégica.

## Presidente do Conselho de Ministros

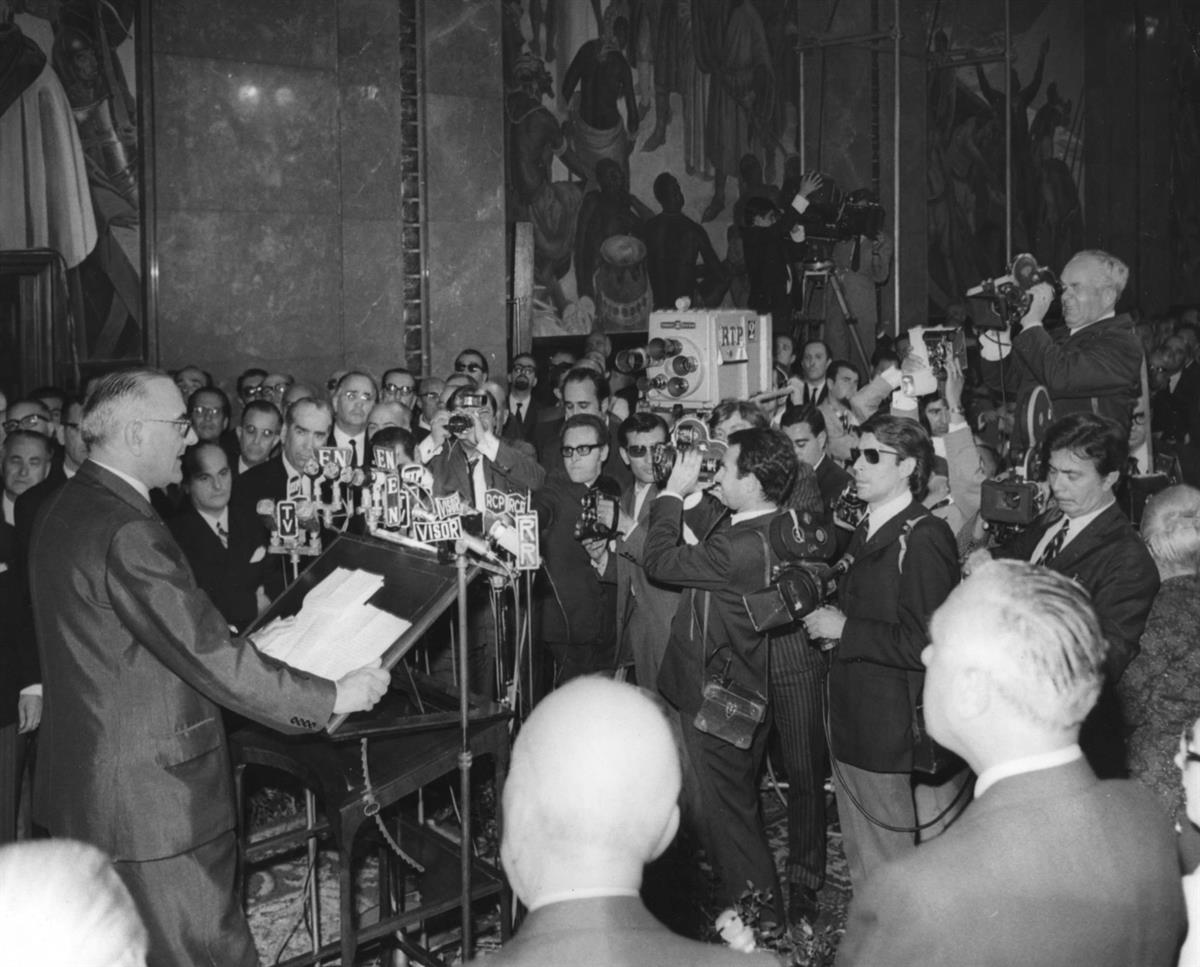
Cerimónia da tomada de posse de Marcello Caetano no Palácio de São Bento, em 28 de Setembro de 1968

Após a assunção de que Salazar estava impossibilitado de governar, Américo Tomás, após várias auscultações a possiveis candidatos, acabou por nomear Marcello Caetano a 27 de Setembro de 1968, o político que na época apresentava maior poder simbólico para substituir Salazar.
O país "herdado" de Salazar era manifestamente diferente de 40 anos antes:
- Por um lado, a economia estava então em acelerado crescimento, sobretudo graças ao efeito EFTA, às remessas da Emigração bem como às novas políticas de fomento e modernização ( muitas delas da responsbilidade dos Planos de Fomento, em que o próprio Marcello foi decisivo). De facto, a participação de Portugal na EFTA desde 1961 contribuía para a internacionalização e crescimento da economia Portuguesa;[19]
- Por outro lado, havia-se atingido a escolaridade obrigatória universal, tinham quintuplicado o número de estudantes no liceu e triplicado nas universidades desde 1928.

Isto levava a que Portugal tivesse, principalmente nas áreas metropolitanas de Lisboa e Porto, uma nova burguesia que via em Caetano a esperança de abertura política do Estado Novo. Esta burguesia esperava de Caetano eleições livres e ainda maior liberalização da economia.

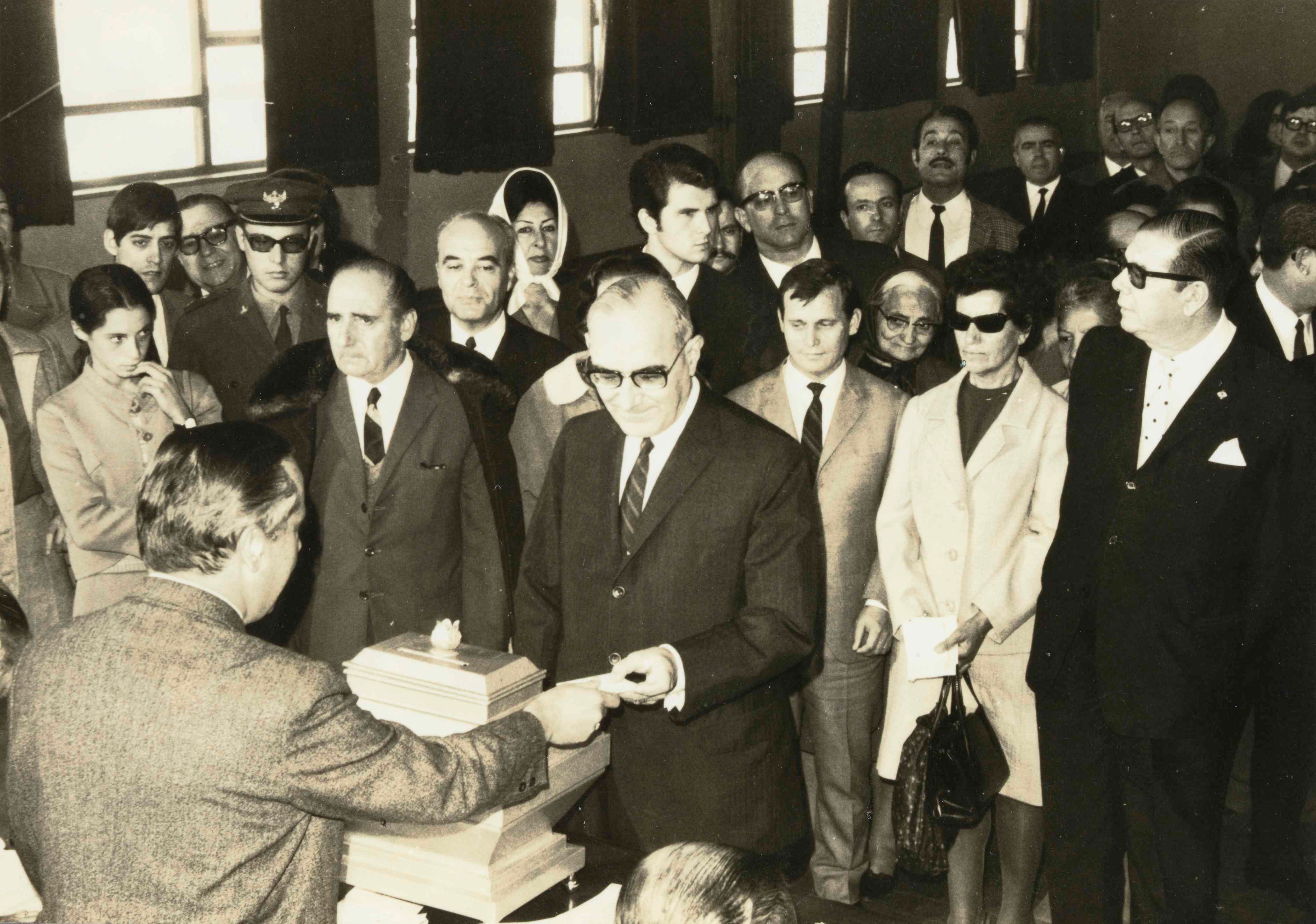
Marcello Caetano vota nas eleições legislativas de 1969

Caetano sentia que o apoio desta nova classe era fundamental e tomou algumas iniciativas políticas como renomear a PIDE, que passou a designar-se Direção-Geral de Segurança e permitiu à oposição concorrer às eleições legislativas de 1969. No entanto, mais uma vez, a oposição não teve a oportunidade de concorrer de forma livre e justa, não tendo hipóteses realis de eleger quaisquer lugares na Assembleia Nacional. Marcello fundou o serviço de Televisão em Portugal, e foi o primeiro líder político a utilizar, de forma direta e sistemática, este meio de comunicação de massas para tentar legitimar o seu poder. Deste modo, Marcello passou a aparecer semanalmente num programa da RTP chamado Conversa em Família, explicando aos Portugueses as suas políticas e ideias para o futuro do país.
Do ponto de vista económico e social, criou pensões para os trabalhadores rurais que nunca tinham tido oportunidade de descontar para a segurança social e lançou alguns grandes investimentos como a refinaria petrolífera de Sines, a Barragem de Cahora Bassa, entre outros.
A economia reagiu bem a estes investimentos e a população reagiu bem à abertura que apelidou de Primavera Marcelista, vindo a ser agraciado a 20 de Outubro de 1971 com a Grã-Cruz da Antiga e Muito Nobre Ordem Militar da Torre e Espada, do Valor, Lealdade e Mérito.
No entanto, uma série de razões vieram a provocar a insatisfação da população. Por um lado, a ala mais conservadora do regime, liderada pelo Presidente Américo Tomás, recusava maiores aberturas políticas e Caetano via-se impotente para fazer valer verdadeiras reformas políticas. Por outro lado, a crise petrolífera de 1973 fez-se sentir fortemente em Portugal. Por último, a continuação da Guerra Colonial, com o consequente derrame financeiro para a sustentar. Todos estes motivos levaram à crescente impopularidade do regime e, com ele, do seu líder. Face à complexificação das circunstâncias políticas e económicas, a "Primavera marcelista" transformou-se no "Inverno marcelista” e Marcello não teve capacidade política para ultrapassar os constrangimentos autoritários que minavam a possibilidade de sucesso do seu consulado. No final, Marcello acabou politicamente isolado e o regime ruiu como um castelo de cartas com o golpe de libertação do 25 de Abril, que acabou com o regime autoritário e imperial do Estado Novo.

## Pós 25 de Abril de 1974
Após a Revolução de 25 de Abril de 1974, Marcello Caetano foi destituído de todos os seus cargos, tendo sido acordado aquando da sua rendição no Quartel do Carmo em Lisboa a sua condução imediata, pelo Capitão Salgueiro Maia, para o Aeroporto da Portela, exilando-se no Brasil. 

### A questão da Descolonização
A seguir ao golpe de Estado, expressou:
| “ | Sem o Ultramar estamos reduzidos à indigência, ou seja, à caridade das nações ricas, pelo que é ridículo continuar a falar de independência nacional. Para uma nação que estava em vésperas de se transformar numa pequena Suíça, a revolução foi o princípio do fim. Restam-nos o Sol, o Turismo, a pobreza crónica, a emigração em massa e as divisas da emigração, mas só enquanto durarem. As matérias-primas vamos agora adquiri-las às potências que delas se apossaram, ao preço que os lautos vendedores houverem por bem fixar. Tal é o preço por que os Portugueses terão de pagar as suas ilusões de liberdade. | ” |

Tal mostra um desfasamento com a realidade da época que exatamente levara ao fim do anterior regime:
- A maioria dos potências coloniais já tinham descolonizado;
- O isolamento internacional e a exigência da ONU de independência das colónias;
- A possibilidade de ganhar a guerra colonial já tinha sido posta em causa por António de Spínola no seu Portugal e o Futuro;
- A Guiné, o cenário de guerra mais intenso, foi o embrião da organização do movimento dos capitães de abril e futuro MFA;
- Os movimentos de independência condicionavam o cessar fogo  à independência e a tropa portuguesa já não queria combater;[21]

(ver artigo principal a descolonização portuguesa de África)

### Fim de vida e morte
O exílio retirou-lhe o direito à pensão de reforma no fim da sua carreira universitária. No Brasil prosseguiu a sua actividade académica como director do Instituto de Direito Comparado da Universidade Gama Filho, no Rio de Janeiro. Recebeu, também, o título de Professor honoris causa da Faculdade de Direito de Osasco (FIEO), no estado de São Paulo.
Marcello Caetano morreu aos 74 anos, a 26 de Outubro de 1980, vítima de ataque cardíaco. A sua morte aconteceu pouco tempo antes de ser publicado o volume I (e único) da sua História do Direito Português, que abrange os tempos desde antes da fundação da nacionalidade até ao final do reinado de D. João II (1495), incluindo um apêndice sobre o feudalismo no extremo ocidente europeu. Morreu sem nunca ter sido autorizado a regressar a Portugal do exílio no Brasil, onde morava no bairro carioca de Copacabana.
O seu corpo foi sepultado no Cemitério São João Batista, em Botafogo, na cidade do Rio de Janeiro.

## Obras publicadas
Ao longo da sua vida, publicou mais de 100 títulos, incluindo vários sobre Direito Administrativo, História do Direito Medieval Português e outros em conjunto com diversos autores. Destacam-se aqui as seguintes obras:
- Lições de Direito Penal
- Legislação Civil Comparada (1926)
- Lições de Direito Corporativo (1935)
- O Sistema Corporativo (1938)
- Problemas da Revolução Corporativa (1941)
- Donde Vem o Nome de "Inconfidência Mineira"? (1944)
- Predições Sem Profecia Sobre Reformas Sociais (1945)
- Posição Actual do Corporativismo Português (1950)
- Lições de Direito Constitucional e Ciência Política (1952)
- As Cortes de Leiria de 1254 (1954)
- Os Nativos na Economia Africana (1954)
- Ciência Política e Direito Constitucional (1955)
- O conselheiro Doutor José Dias Ferreira (1955)
- Regimento dos Oficiais das Cidades, Vilas e Lugares Destes Reinos (1955)
- Manual de Direito Administrativo (1956)
- Problemas de Administração Local (1957)
- Perseverança no Presente e Confiança no Futuro (1957)
- Salazar: um Mestre (1958)
- Das Fundações (1962)
- Subsídios para a História das Cortes Medievais Portuguesas (1963)
- Portugal e a Internacionalização dos Problemas Africanos (1963)
- Constituições Portuguesas (1965)
- História Breve das Constituições Portuguesas (1968)
- Factos e Figuras do Ultramar (1973)
- A Verdade Sobre o 25 de Abril (1976)
- Minhas Memórias de Salazar (1977)
- História do Direito Português (1978–1980)